# Удипи (округ)
Удипи или Удупи (канн. ಉಡುಪಿ ಜಿಲ್ಲೆ; англ. Udupi) — округ в индийском штате Карнатака. Образован в августе 1997 года из части территории округа Дакшина-Каннада. Административный центр — город Удипи. Площадь округа — 3880 км². По данным всеиндийской переписи 2001 года население округа составляло 1 112 243 человека. Уровень грамотности взрослого населения составлял 81,2 %, что значительно выше среднеиндийского уровня (59,5 %). Доля городского населения составляла 18,6 %.